# Militaire Eremedaille ter Herinnering aan de Bokseropstand (Japan)
De Militaire Eremedaille ter Herinnering aan de Bokseropstand (Japans: 明治三十三年従軍記章, Meiji sanjūsan nen jūgun kishō) was een herinneringsmedaille van het keizerrijk Japan. De medaille was één in een serie van militaire eremedailles (従軍記章, Jūgun kishō ) die door de Japanse regering werden ingesteld om oorlogen en militaire campagnes te gedenken. In dit geval was dat het ontzetten van de Japanse en westerse diplomaten in Peking en het neerslaan van de Bokseropstand.
In mei 1900 was in heel Noord-China een opstand uitgebroken die de belangen van de landen met concessies in de grote steden en gepachte gebieden in China bedreigde. De vijandigheid tegen deze machten was vooral veroorzaakt door een geheime nationalistische en xenofobe groep die zich de "Vereniging van rechtschapen en harmonieuze Vuisten" noemde. In het buitenland werden deze mannen de "boksers" genoemd. De opstand staat als Bokseropstand bekend.
Acht grote mogendheden (Duitsland, Oostenrijk-Hongarije, de Verenigde Staten, Frankrijk, het Verenigd Koninkrijk, Italië, Japan en Rusland) besloten om een internationaal leger van 150.000 man onder het opperbevel van de Duitse Veldmaarschalk von Waldersee in te zetten om hun belegerde landgenoten in Peking te redden en de opstand in de provincies neer te slaan. De geallieerde troepen bereikten Peking op 14 augustus 1900 maar een vredesverdrag met China werd pas op 7 september 1901 ondertekend.
De Japanners leverden de grootste bijdrage aan de geallieerde expeditiemacht. De Japanse Militaire eremedaille ter herinnering aan de Bokseropstand werd aan 9.000 officieren en manschappen, meestal ingedeeld bij de 5e Divisie van het Japans Keizerlijk Leger, uitgereikt. Het is daarmee de zeldzaamste van de Japanse campagnemedailles.

## De medaille
Alle eremedailles van het Japanse keizerrijk waren tussen 1874 en 1945 min of meer gelijk. Deze ronde bronzen medaille was met een stevige gesp in de vorm van een tak aan een gesp met de aanduiding van de te belonen campagne bevestigd. Op de voorzijde van de medaille was een vogel met gespreide vleugels afgebeeld. Tussen de vleugels was een zon boven de karakters voor "ju-gun-ki-sho" (Nederlands: "medaille voor dienst in de strijdkrachten") afgebeeld.
Op de keerzijde staat "dai-nip-pon-tei-koku" (groot Japans Keizerrijk) met daaronder de datering "Mei-ji-san-ju-san-nen", wat volgens de officiële Japanse kalender overeenkomt met Meiji 33, het 33e regeringsjaar van de Meijikeizer, het Europese jaar 1900.
Bij de medaille hoort een diploma.
Het lint is lichtgroen met 3 brede witte strepen.